# Glaphyra nanica
Glaphyra nanica là một loài bọ cánh cứng trong họ Cerambycidae.